# Estação Campo de Ourique
Campo de Ourique é uma estação do Metropolitano de Lisboa cuja construção deverá iniciar-se em 2025. Situar-se-á no concelho de Lisboa, entre as estações Infante Santo e Campolide / Amoreiras do futuro troço da Linha Vermelha, ambas com construção a iniciar-se em 2025. Prevê-se a sua inauguração em 2027 em conjunto com as estações Alcântara, Infante Santo e Campolide / Amoreiras, no âmbito da expansão da rede à zona ocidental da cidade de Lisboa.

## Descrição
Esta estação estará localizada a 31 m de profundidade, sob o Jardim Teófilo Braga. À semelhança das mais recentes estações do Metropolitano de Lisboa, estará equipada para poder servir passageiros com deficiências motoras, contando com vários elevadores e escadas rolantes que facilitam o acesso às plataformas.

## Acessos
Esta estação contará com três acessos pedonais e dois elevadores entre o átrio e a superfície:
- Acesso 1 - estará localizado no passeio norte da Rua Almeida e Sousa, próximo do cruzamento com a Rua Ferreira Borges. Estará direcionado para nascente e contará com duas escadas mecânicas assim como escadas pedonais.
- Acesso 2  - estará localizado no passeio nascente da Rua Francisco Metrass, próximo do cruzamento com a Rua Almeida e Sousa. Estará direcionado para norte e contará unicamente com escadas pedonais.
- Acesso 3 - estará localizado no passeio nascente da Rua Francisco Metrass, próximo do cruzamento com a Rua Almeida e Sousa. Estará direcionado para sul e contará unicamente com duas escadas mecânicas.
- Elevadores - estarão localizados na esquina do Jardim Teófilo Braga junto do cruzamento da Rua Almeida e Sousa com a Rua Tomás da Anunciação, direcionados para poente.